# Sexe, Magouilles et Culture générale
Sexe, Magouilles et Culture générale est une pièce de théâtre écrite et mise en scène par Laurent Baffie, créée en 2001.

## Argument
Cette pièce présente une vision assez caricaturale d'un jeu télévisé de culture générale. Les spectateurs du théâtre sont invités à participer en tant que public improvisé du jeu télévisé.
Sur le plateau d'un jeu télévisé baptisé Culture pour tous présenté par Stéphane Le Cœur, une femme assez âgée, prénommée Paulette est la candidate victorieuse depuis dix-huit semaines. Le producteur du jeu la considérant comme contre-productive et néfaste à la popularité de la chaîne (l'audimat de la chaîne tombe à 23 %), elle doit absolument être éliminée. Franck Petit, le producteur de l'émission décide dès lors de lui opposer une jeune candidate à la plastique avantageuse, à l'intellect plutôt limité, mais qui aura l'avantage de porter une oreillette, discrètement installée afin que les bonnes réponses lui soient soufflées. Cependant un ensemble d'incidents vont contrecarrer le plan du producteur pour éliminer la candidaté âgée qui continue à gagner.
La musique diffusée à la fin de la pièce est de Ramon Pipin.

## Distribution

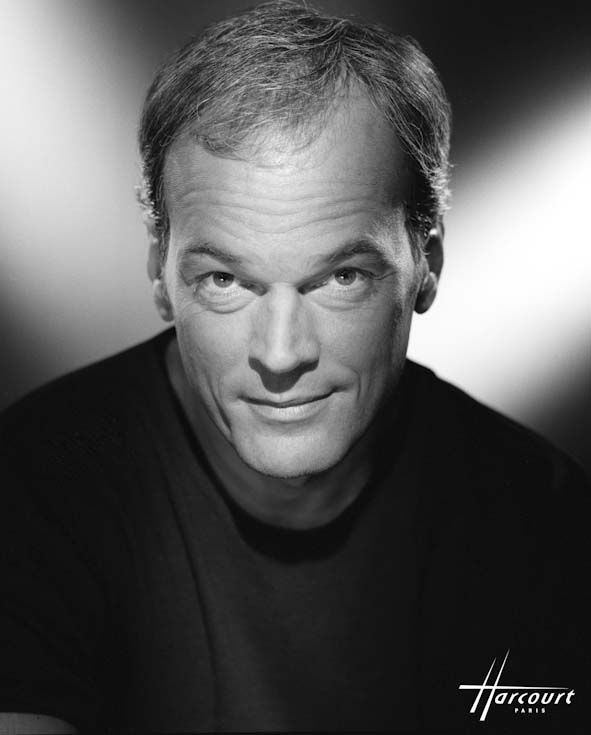
Laurent Baffie, auteur de la pièce

- Laurent Baffie : JP, le chauffeur de salle.
- Daniel Russo : Franck Petit, le producteur du jeu.
- Pascal Sellem : Stéphane Le Cœur, le présentateur du jeu.
- Mado Maurin : la candidate Paulette.
- Karine Lyachenko : la candidate blonde Cindy.
- Un spectateur pris parmi le public (Gérard) :  le candidat du début.
- Le public du théâtre qui joue le rôle du public du jeu télévisé, sous les ordres de Laurent Baffie facétieux.
- Un spectateur pris parmi le public (Christian) : le mauvais spectateur du jeu télévisé qui "n'applaudit pas comme il devrait".
- Jean-Marie Bigard et Jean-Pierre Descombes: les voix off.

## Reprise
La pièce est reprise en 2018 au Palace avec Arsène Jiroyan, Alain Bouzigues, Pascal Sellem, Marie-Laetitia Bettencourt, Benjamin Baffie, Isabelle Péan, Floriane Chappe et Dany Senechal.